# Союз (товариство)
«Союз» — перше студентське товариство у Чернівцях, яке  виникло у 1875 році, та діяло на базі Чернівецького університету імені Франца Йосипа. Товариство гуртувало українських студентів Буковини навколо громадсько-політичної, культурно-освітньої та публіцистичної діяльності.

## Виникнення та діяльність
Товариство виникло на хвилі популяризації студентських об'єднань. У перший рік діяльності університету у Чернівцях у ньому вже діяли студентські товариства "Austria", яку організували німецькомовні студенти, та академічна корпорація "Arborasa", яка складалася зі студентів-румунів. Також в університеті існувало товариство студентів-поляків "Ognisko". Першу єврейську корпорацію "Hasmonea" створили у 1891 році. Перед початком  Першої світової війни в Чернівецькому університеті діяло вже 25 студентських корпорацій п’яти національностей.
Число членів «Союзу» у різні періоди сягало від 50 до 100 учасників (у 1913—1919). Члени таких студентських корпорацій дотримувалися  своєрідного кодексу честі, який набув тут поширення завдяки німецьким та австрійським професорам.
«Союз» вів культурно-освітню та видавничу діяльність. Члени товариства у 1885 році видали «Буковинський Альманах», також публікували альманахи «Союз» за 1875—1903 і 1903—1910 роки.
Студентське товариство "Союз" було заборонено 1922 року місцевою румунською владою.
Після ліквідації організації, його члени вступили спершу в академічне товариство «Січ», a у 1923 році — у товариство «Чорноморе».

## Відомі члени товариства
- Д. Вінцковський
- Степан Смаль-Стоцький
- О. Колесса
- Лев Бачинський
- П. Клим
- Т. Галіті
- Ю. Тевтул
- В. Буцура